# 维莱苏帕雷
维莱苏帕雷（法語：Villers-sous-Pareid，法語發音：[vilɛʁ su paʁɛ]，意为“帕雷下方的维莱”）是法国默兹省的一个市镇，属于凡尔登区。 

## 地理
维莱苏帕雷（49°7'29"N, 5°44'3"E）面积6.12 平方千米，位于法国大東部大區默兹省，该省份为法国西北部内陆省份，北与比利时接壤，西接马恩省和阿登省，南至上马恩省和孚日省，东临默尔特-摩泽尔省。
与维莱苏帕雷接壤的市镇（或旧市镇、城区）包括：阿拉蒙、皮克斯、阿尔维尔、穆洛特、帕雷、帕尔丰德吕、圣让莱比济。

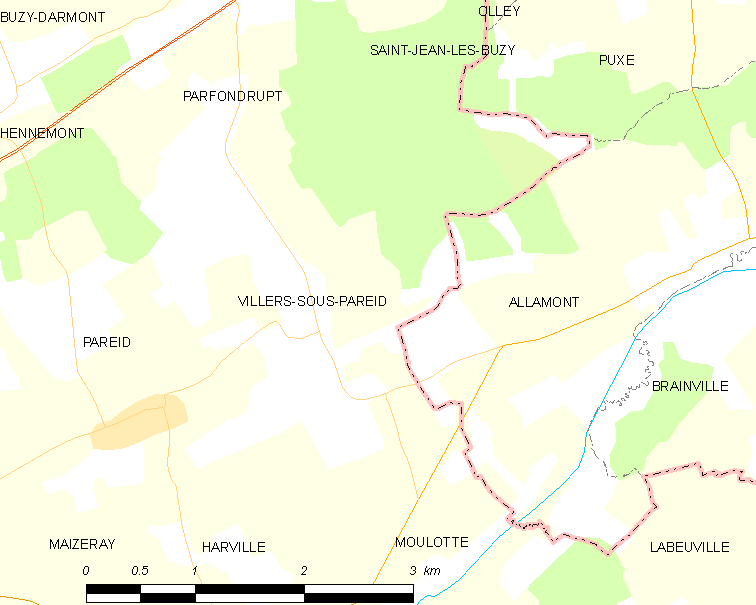
维莱苏帕雷的OSM定位图

维莱苏帕雷的时区为UTC+01:00、UTC+02:00（夏令时）。

## 行政
维莱苏帕雷的邮政编码为55160，INSEE市镇编码为55565。

## 政治
维莱苏帕雷所属的省级选区为埃坦县。

## 人口

1962-2008年间维莱苏帕雷人口变化图示

维莱苏帕雷于2022年1月1日时的人口数量为74人。